# Ea Súp
Ea Súp (còn được viết là Ea Soup) là một huyện thuộc tỉnh Đắk Lắk, Việt Nam.

## Địa lý
Huyện Ea Súp nằm ở phía tây bắc của tỉnh Đắk Lắk. Huyện lỵ của huyện là thị trấn Ea Súp, nằm cách thành phố Buôn Ma Thuột khoảng 70 km. Huyện có vị trí địa lý:
- Phía đông giáp huyện Ea H'leo và huyện Cư M'gar
- Phía tây giáp Vương quốc Campuchia
- Phía nam giáp huyện Buôn Đôn
- Phía bắc giáp huyện Chư Prông và huyện Chư Pưh thuộc tỉnh Gia Lai.

## Hành chính
Huyện Ea Súp có 10 đơn vị hành chính trực thuộc, gồm thị trấn Ea Súp (huyện lỵ) và 9 xã: Cư Kbang, Cư M'Lan, Ea Bung, Ea Lê, Ea Rốk, Ia Jlơi, Ia Lốp, Ia Rvê, Ya Tờ Mốt.

## Lịch sử
Dưới thời Việt Nam Cộng hòa, địa bàn huyện Ea Súp hiện nay thuộc quận Buôn Hồ, tỉnh Darlac.
Sau năm 1975, quận Buôn Hồ được chuyển thành huyện Krông Búk.
Ngày 30 tháng 8 năm 1977, Hội đồng Chính phủ ban hành Quyết định 230-CP. Theo đó, tách 6 xã: Ea Pốk, Quảng Phú, Ea H’đinh, Ea Súp, Krông Na và Cư Suê thuộc huyện Krông Búk để thành lập huyện Ea Súp.
Khi mới thành lập, huyện có 6 xã nói trên. Huyện lỵ đặt tại xã Ea Súp.
Ngày 3 tháng 4 năm 1980, thành lập 2 xã mới: Ea Tar và Cư M'gar.
Ngày 17 tháng 1 năm 1984, chia xã Ea Súp thành 3 xã: Ea Súp, Ea Bung và Ea Lê.
Ngày 23 tháng 1 năm 1984, Hội đồng Bộ trưởng ban hành Quyết định 15-HĐBT. Theo đó, tách 6 xã: Cư M'gar, Cư Suê, Ea H'đing, Ea Pốk, Ea Tar và Quảng Phú để thành lập huyện Cư M'gar.
Huyện Ea Súp còn lại 4 xã: Ea Bung, Ea Lê, Ea Súp và Krông Na.
Trong giai đoạn 1988-1994, huyện thành lập thêm 3 xã: Ea Huar, Ea Rốk và Ea Wer.
Ngày 21 tháng 1 năm 1995, Chính phủ ban hành Nghị định 08/CP. Theo đó, chuyển 3 xã: Cuôr Knia, Ea Bar và Ea Nuôl thuộc thành phố Buôn Ma Thuột về huyện Ea Súp quản lý.
Sau khi điều chỉnh địa giới hành chính, huyện Ea Súp có 10 xã: Cuôr Knia, Ea Bar, Ea Bung, Ea Huar, Ea Lê, Ea Nuôl, Ea Rốk, Ea Súp, Ea Wer và Krông Na.
Ngày 7 tháng 10 năm 1995, Chính phủ ban hành Nghị định 61-CP. Theo đó:
- Chia xã Ea Bung thành hai xã Ea Bung và Ya Tờ Mốt
- Tách 6 xã: Cuôr Knia, Ea Bar, Ea Huar, Ea Nuôl, Ea Wer, Krông Na để thành lập huyện Buôn Đôn.

Huyện Ea Súp còn lại 5 xã: Ea Bung, Ea Lê, Ea Rốk, Ea Súp, Ea Wer và Ya Tờ Mốt.
Ngày 24 tháng 3 năm 1998, Chính phủ ban hành Nghị định 18/1998/NĐ-CP. Theo đó:
- Thành lập xã Cư Kbang trên cơ sở 8.060 ha diện tích tự nhiên và 2.435 nhân khẩu của xã Ea Lê
- Chia xã Ea Súp thành hai đơn vị hành chính: thị trấn Ea Súp và xã Cư M'Lan
- Thành lập xã Ia Lốp trên cơ sở 46.573 ha diện tích tự nhiên và 2.256 nhân khẩu của xã Ea Rốk.

Ngày 26 tháng 11 năm 2003, Quốc hội ban hành Nghị quyết 22/2003/QH11 chia tỉnh Đắk Lắk thành hai tỉnh Đắk Lắk và Đắk Nông, huyện Ea Súp thuộc tỉnh Đăk Lăk.
Ngày 16 tháng 5 năm 2006, Chính phủ ban hành Nghị định 47/2006/NĐ-CP. Theo đó:
- Thành lập xã Ia Jlơi trên cơ sở 27.320 ha diện tích tự nhiên và 5.789 nhân khẩu của xã Ia Lốp.
- Thành lập xã Ia Rvê trên cơ sở 11.316 ha diện tích tự nhiên, 1.082 nhân khẩu của xã Ea Bung và 11.398 ha diện tích tự nhiên, 2.201 nhân khẩu của xã Ya Tờ Mốt.

Ngày 28 tháng 9 năm 2024, Ủy ban Thường vụ Quốc hội ban hành Nghị quyết số 1193/NQ-UBTVQH15 về việc sắp xếp đơn vị hành chính cấp xã của tỉnh Đắk Lắk giai đoạn 2023 – 2025 (nghị quyết có hiệu lực từ ngày 1 tháng 11 năm 2024). Theo đó, điều chỉnh 3,96 km² diện tích tự nhiên và quy mô dân số là 80 người của xã Ia Rvê vào xã Ia Lốp.
Huyện Ea Súp có 1 thị trấn và 9 xã như hiện nay.

## Du lịch
- Tháp Yang Prong